# Induktor (Elektrotechnik)

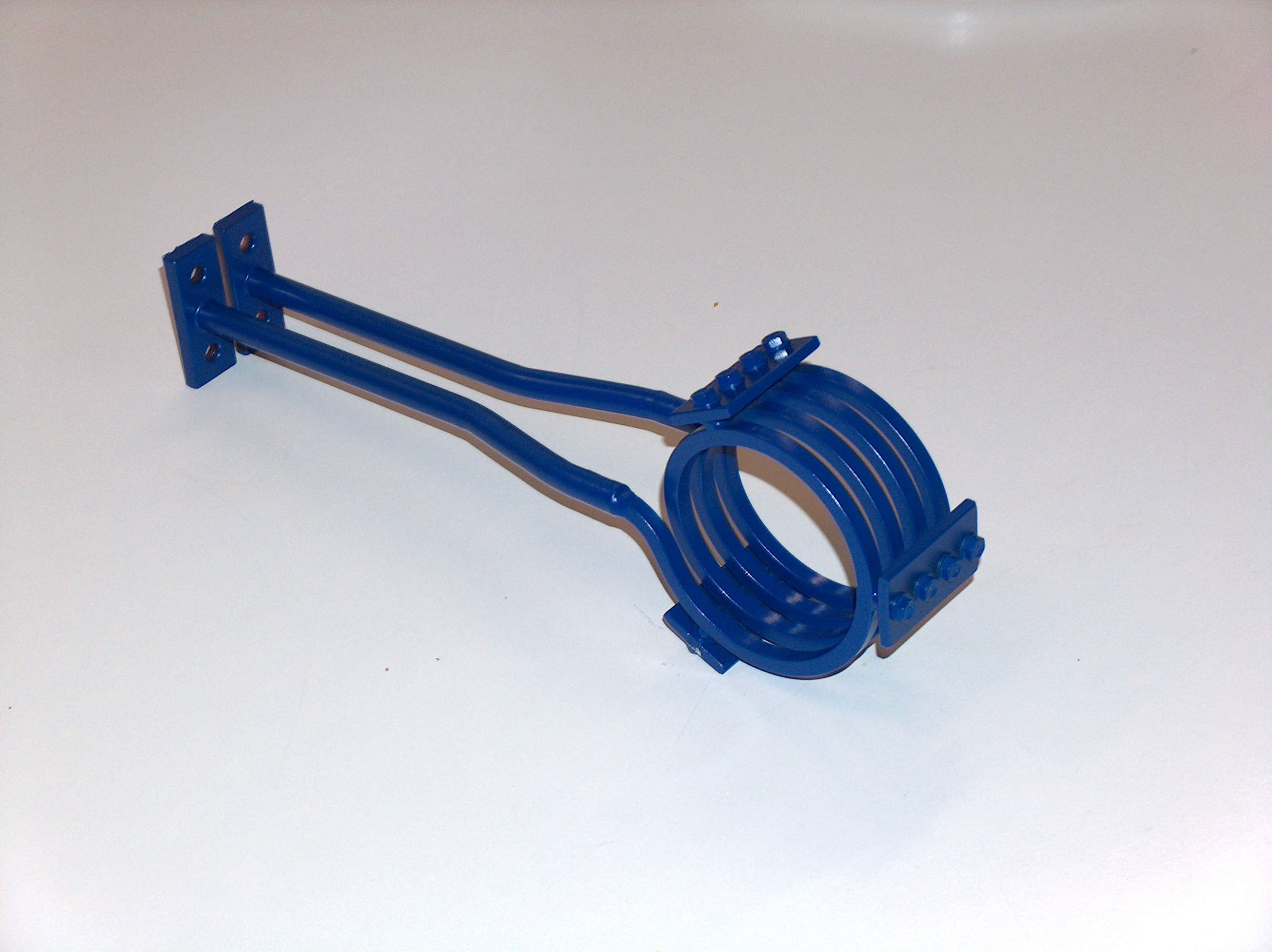
Induktor spulenförmig für Induktives Erwärmen

Ein Induktor wird bei Induktionsgeräten als Überträger des Stromes aus dem Induktionsheizgerät in das Werkstück eingesetzt.
Ebenfalls als Induktor wird das Polrad bestimmter rotierender elektrischen Maschinen bezeichnet.

## Induktor als Erwärmer
Induktoren können in den verschiedensten Formen eingesetzt werden, z. B. als Flachspulen, als Spulen, als einzelne Windung usw. Die Form des Induktors muss dem zu erwärmendem Werkstück angepasst werden, damit ein Optimum an Effizienz bei der Induktionserwärmung ausgekoppelt werden kann.

## Induktor an Gießöfen

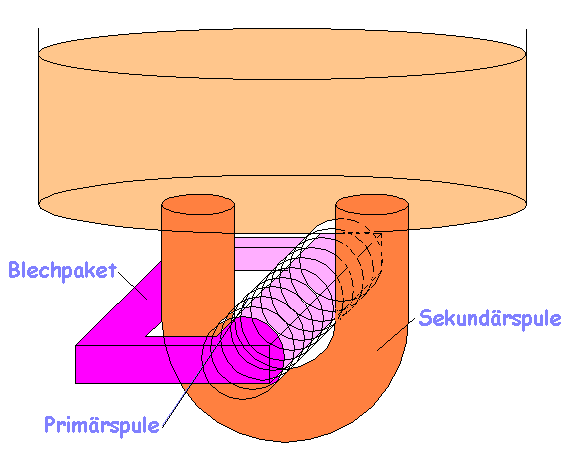
Schema Rinneninduktor

Im Gießerei-Ofenbau ist der Induktor die unter dem Rinnenofen angebrachte Beheizung des Ofens. Der Rinneninduktor besteht aus einer oder zwei halbkreisförmigen Rinnen aus Feuerfest-Beton, die mit flüssigem Metall gefüllt sind, diese dienen als Sekundärspule. Im hohlen Inneren dieser Rinne(n) befindet sich als Primärspule eine stromdurchflossene Kupferspule. Ein Kern aus Elektroblech führt die Feldlinien.
Eine weitere Bauform ist der Tiegelinduktor. Dieser besteht aus einem annähernd zylindrischen Topf aus Feuerfest-Beton, der mit einer stromdurchflossenen Spule umwickelt ist; im Prinzip ein kleiner Tiegelofen.

## Induktor in Synchronmaschinen

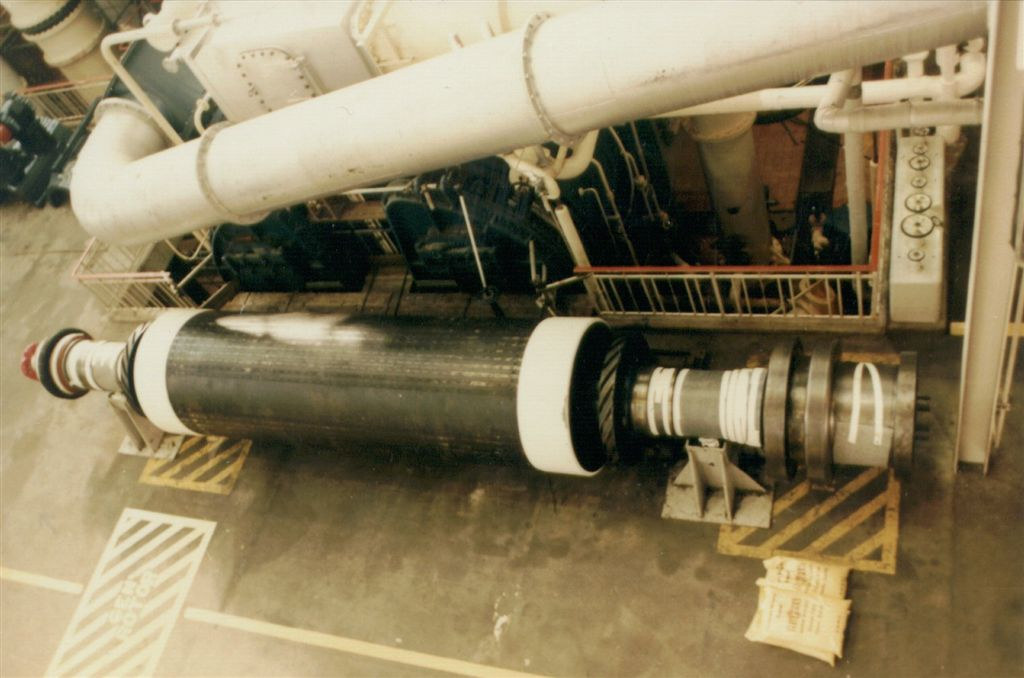
Für eine Revision „gezogener“ Induktor eines Turbogenerators

Die Läufer von Drehstrom-Synchrongeneratoren, die als Innenpolmaschinen ausgeführt sind, werden als Induktor bezeichnet. Auf dem Induktor befindet sich die Erregerwicklung, mit deren Hilfe Spannung im Anker induziert wird.